# 古海象属
古海象属（学名：Archaeodobenus）是海象科下的一个属。

## 下属物种
本属包括以下物种：
- 赤松氏古海象 Archaeodobenus akamatsui Tanaka & Kohno, 2015[2]